# John Marshall (voile)
Pour les articles homonymes, voir John Marshall et Marshall.
John Marshall est un skipper américain né le 9 avril 1942 à Santiago au Chili.

## Carrière
John Marshall remporte, lors des Jeux olympiques d'été de 1972 à Munich, la médaille de bronze dans la catégorie des Dragon.